# Ocho mártires de Londres
Ocho mártires de Londres, es producto de la política de la Reina Isabel I de Inglaterra, quien fue excomulgada por la Iglesia Católica, realizó una persecución de católicos en Londres Inglaterra, y el 28 de agosto de 1588, en diferentes lugares de la ciudad, donde fueron ahorcados 8 católicos bajo la acusación de traición. Los mártires fueron 5 presbíteros cuyos nombres eran Guillermo Dean, Tomás Holford, Jacobo Claxton, Guillermo Gunter y Roberto Morton; junto con ellos el clérigo de la Orden de los Hermanos Menores, Tomás Felton, y los laicos Enrique Webley y Hugo More.

## Historia
La reina Isabel I, fue excomulgada, según la bula “Regnans in excelsis” publicada por el papa Pío V, el 25 de febrero de 1570. La razón era que la reina se había autoproclamado jefe de la Iglesia Católica en Inglaterra, había dado asilo a varios herejes oprimido a los católicos e impulsado a los súbditos a la herejía; también absolvía a los católicos de juramento de fidelidad a la reina. Era común que para inculpar a los católicos fueran acusados de traición ante la opinión pública inglesa, de no jurar fidelidad a la reina quedando como sospechosos de ser enemigos de la reina y apoyar a Felipe II en intento de destronarla. Se levantaron varios cadalsos como instrumento de terror.
Jacobo Claxton, original de Yorkshire, estudió en Reims y se ordenó en Soissons el 9 de junio de 1582, viajando a Inglaterra en julio. Tres años después fue arrestado, juzgado y desterrado. Tres años después fue arrestado de nuevo y ahorcado el 28 de agosto en Isleworth.
Guillermo Dean, (1588) ex-pastor protestante, fue ordenado sacerdote en Soissons y estudió en Reims Francia en 1581, y fue designado párroco en Fryston Monk. Fue arrestado y encarcelado en Gatehouse y condenado a muerte el 26 de agosto de 1588 y ahorcado en Mile End Green (51°31′21″N 0°02′31″O / 51.5225074, -0.041845).
Tomás Felton (1566?–1588) originario de Bermondsey, hijo del mártir y beato Juan Felton (8 de agosto de 1570) por lo que a los 3 años quedó huérfano, siendo acogido por la familia Lowell. Ingresó al colegio de Reims, donde recibió las órdenes menores el 23 de septiembre de 1583. Ingresó a la orden de los mínimos. Fue arrestado por espías de la corona y encarcelado por dos años en Brideweil. Fue torturado por 3 días para que denunciara a los sacerdotes por él conocidos, lo cual no hizo. Fue llevado por la fuerza al culto protestante, pero él se tapó los oídos y gritó tanto que interrumpió al ministro. Se le exigió su renuncia a la fe católica, lo que no hizo. Fue juzgado el 26 de agosto y ahorcado el 28, junto con Jacobo Claxton
William Gunter (martir) Guillermo Gunter, originario de Raglán en Monmourthshire, estudiado en Reims y ordenado sacerdote en 1587. Arrestado el 30 de junio por predicar y convertir a algunos protestantes y, fue encarcelado en Newgate. Fue juzgado sin jurado por predicar el catolicismo y ser ordenado sacerdote en el extranjero. Fue ahorcado frente al teatro de Holywell Lane, Shoredith.
Tomás Holford originario de Aston Cheshire, ex-protestante, convertido al catolicismo por influencia por el reverendo Richard Davis. Estudió en el seminario de Reims y ordenado el 7 de abril de 1583. Volvió a su tierra natal y fue arrestado en Nantwich y encarcelado en West Chester Castle, de donde escapó y cambió el nombre de Acton o Bude. Siguió ejerciendo su ministerio sacerdotal por lo que fue capturado. Se le exigió fidelidad al protestantismo, a lo que se negó, por lo que fue condenado y ahorcado el 28 de agosto en Clerkenwell.
Hugo Moor originario de Grantham, ex-protestante, laico, seminarista, quien se convirtió al catolicismo por influencia del jesuita Tomás Sephenson. Ingresó al seminario de Reims en junio de 1585. Se enfermó en 1587 y el 11 de junio fue a recuperarse de su enfermedad en su tierra natal, donde fue apresado al conocerse que había estudiado para sacerdote en el extranjero. Se le ofreció renunciar al catolicismo, asunto que no aceptó. Fue juzgado el 26 de agosto y ahorcado el 28 junto con Tomás Morton.
Roberto Morton, originario de Bawtry alrededor de 1548 en West Riding Yorkshire. Estuvo en Roma con un tío, pero estudió en el seminario en Douai, Países Bajos Españoles,pero no terminó. Se casó con Úrsula Thurland y se mudaron a Inglaterra, donde muere su esposa, por lo que decide volver a Roma donde fue ordenado sacerdote el 14 de junio de 1587. En julio fue a Inglaterra y fue llevado a juicio el 28 de agosto, condenado y ahorcado dos días después en Lincol´s Inn Field (51°31′01″N 0°07′01″O / 51.5169486, -0.1170426)
Enrique Webley, ex-protestante, laico de Gloucester, amigo y ayudante de Guillermo Dean. Fue arrestado en Chichester y ejecutado junto Dean. el 26 de agosto de 1588.
Estos ocho mártires al igual que los Cuarenta mártires de Inglaterra y Gales son parte de la los 600 Mártires católicos en Inglaterra. Un templo ha sido dedicado con su nombre como de Nuestra Señora y los mártires Ingleses

## Beatificación
Los mártires fueron beatificados el 15 de diciembre de 1929 por el papa Pio XI, junto con otros 128 mártires ingleses habiendo canonizado a 2 en la misma ceremonia, en la que declaró: «Los mártires ingleses pueden definirse mártires de la Iglesia Católica, de la romanidad, de la primacía papal de esta Iglesia”